# Герб Тячева
Герб Тя́чева — офіційний геральдичний символ міста Тячіва Закарпатської області, затверджений Тячевською міською радою 10 лютого 2004 року.

## Опис і історія герба

Офіційний герб м.Тячів затверджений міськрадою 10 лютого 2004 року.

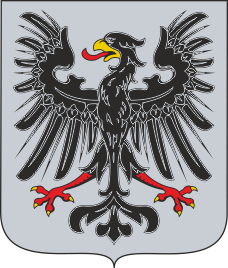
Герб 1608 року

1551 року угорський король підтвердив право міста Тячева на самоврядність, передбачуване його королівським статусом. Це свідчить про те, що у XVI столітті Тячів уже мусив мати герб та печатку як необхідні атрибути самоврядного міста. Найдавніший взірець тячівської міської печатки, відомий нині, датується, однак, лише 1608 роком, але правдоподібним є те, що зображення на ній повторювало давнішу міську емблему. На цій печатці так званий польський орел, зображений на гербі Польщі. Це зв'язано з тією роллю, яку Тячів відіграв у трансільвансько — польських економічних і політичних зв'язках XVI–XVII століть. Напис угорською мовою: «Печатка міста Тячева». Цей же мотив на гербі міста останньої третини XIX століття. На малюнку чорний орел з висунутим язиком на тлі сріблястого кольору.
В останній чверті XIX століття тячівський герб було підтверджено цісарським урядом у такому вигляді: на срібному тлі чорний одноголовий орел з червоними очима та язиком. Саме такі барви ця відзнака мала і в гербівнику міст Угорського королівства 1880 року.
Дослідники вважають, що малюнок орла на тячівських печатках ранньогеральдичного періоду було запозичено з державного герба Королівства Польського. Справді, протягом тривалого часу східна частина Марамороського комітату, яка безпосередньо межувала з Коломийським повітом Галицької землі, була осередком торговельних відносин Угорщини та Польщі. Пізніше, однак, первісний зміст емблеми забувся, і герб Тячева було затверджено у барвах, цілком відмінних від кольорів герба королівської Польщі.